# Giro di Lombardia 1977
Il Giro di Lombardia 1977, settantunesima edizione della corsa, fu disputata l'8 ottobre 1977, su un percorso totale di 257 km. Fu vinta dall'italiano Gianbattista Baronchelli, giunto al traguardo con il tempo di 7h03'00" alla media di 36,454 km/h, precedendo il belga Jean-Luc Vandenbroucke e l'italiano Franco Bitossi.
Presero il via da Seveso 114 ciclisti e 26 di essi portarono a termine la gara.

## Ordine d'arrivo (Top 10)
| Pos. | Corridore                | Squadra   | Tempo   |
| ---- | ------------------------ | --------- | ------- |
| 1    | Gianbattista Baronchelli | Scic      | 7h03'00 |
| 2    | Jean-Luc Vandenbroucke   | Peugeot   | a 1'07" |
| 3    | Franco Bitossi           | Vibor     | s.t.    |
| 4    | Ronald De Witte          | Brooklyn  | s.t.    |
| 5    | Wladimiro Panizza        | Scic      | s.t.    |
| 6    | Alfio Vandi              | Magniflex | s.t.    |
| 7    | Joop Zoetemelk           | Miko      | s.t.    |
| 8    | Johan De Muynck          | Brooklyn  | a 2'05" |
| 9    | Giuseppe Perletto        | Magniflex | a 2'05" |
| 10   | Fabrizio Fabbri          | Sanson    | a 3'03" |